# شانگهای تانگ
شانگهای تانگ (انگلیسی: Shanghai Tang) شرکت پوشاک هنگ کنگی است، که در سال ۱۹۹۴ تأسیس شد.